# London Borough of Hillingdon
London Borough of Hillingdon är en London borough (kommun) i västra London med cirka 310 000 invånare (2022). Londons största flygplats Heathrow och Brunel University ligger i kommunen.

## Distrikt
Distrikt som helt eller delvis ligger i Hillingdon:

- Cowley
- Eastcote
- Hayes
- Hillingdon
- Harlington
- Harmondsworth
- Harefield
- Ickenham
- Longford
- Northwood
- Ruislip
- Sipson
- South Ruislip
- Uxbridge
- West Drayton
- Yiewsley